# Acraea ventura
Acraea ventura är en fjärilsart som beskrevs av William Chapman Hewitson 1887. Acraea ventura ingår i släktet Acraea och familjen praktfjärilar. Inga underarter finns listade i Catalogue of Life.